# Gitti Fuchs
Gitti Fuchs  ist eine deutsche Kostümbildnerin.

## Leben
Gitti Fuchs wurde in Kempten geboren. Nach einem Sprachaufenthalt in England studierte sie in Berlin zunächst Modedesign. Seit den 1990er Jahren arbeitet sie als freischaffende Kostümbildnerin. Zu Beginn ihrer Karriere war sie auch im Theaterbereich tätig. Seit 1997 konzentriert sie sich ausschließlich auf die Arbeit im Bereich Film und Fernsehen, national wie international. Eine langjährige Zusammenarbeit verbindet sie mit der Regisseurin Maren Ade. Gemeinsam wirkten sie an Der Wald vor lauter Bäumen, Alle anderen und Toni Erdmann mit. Mit Regisseur Rainer Kaufmann arbeitete sie oft für verschiedene TV-Produktionen zusammen.
Eine ihrer bekanntesten Arbeiten ist das Kostümbild für den Kinofilm Toni Erdmann von Maren Ade. Der Film feierte 2016 Premiere bei den 69. Internationalen Filmfestspielen in Cannes. Er wurde für zahlreiche Filmpreise nominiert unter anderem für den Oscar als bester ausländischer Film und mehrfach ausgezeichnet. Ein über den Film hinaus bekannt gewordenes Kostüm ist das fast drei Meter hohe Kukeri-Kostüm aus Ziegenfell eines tiergestaltigen Maskentänzers. Dieses Kostüm aus der Schlüsselszene des Films ist inzwischen Teil der ständigen Ausstellung in der Deutschen Kinemathek.
Gitti Fuchs ist Mitglied der Deutschen Filmakademie. Sie lebt in Berlin.

## Filmografie
- 2003: Der Wald vor lauter Bäumen
- 2007: Alle anderen
- 2008: Erntedank. Ein Allgäu-Krimi
- 2008: Ingelore
- 2009: Bella Block: Das schwarze Zimmer
- 2009: Flemming
- 2010: Blaubeerblau
- 2011: Der Klügere zieht aus
- 2012: Donald
- 2013: Dora oder die sexuellen Neurosen unserer Eltern
- 2014: Toni Erdmann
- 2015: Schutzpatron. Ein Kluftingerkrimi
- 2015: Herzblut. Ein Kluftingerkrimi
- 2017: Das Nebelhaus
- 2018: Exil
- 2018: Stillstehen
- 2020: Doktor Ballouz
- 2020: Tatort: Die dritte Haut
- 2021: Echo
- 2021: Touched
- 2022: Irgendwann werden wir uns alles erzählen